# Kós
Kós (druhý pád Kóu nebo Kósu, řecky Κως, turecky İstanköy, italsky Coo) je řecký ostrov v Egejském moři v Dodekanésu u tureckého pobřeží na okraji Kóské zátoky, oddělený pleistocenním zlomem od 4 km severovýchodně položeného Bodrumu na pobřeží Malé Asie. Úzkou šíjí se v západní části ostrova vyčleňuje poloostrov Kéfalos. Jihovýchodní částí ostrova téměř po celé jeho délce prochází pohoří Díkeos. S rozlohou 290 km² je Kós třetím největším ostrovem Dodekanésu. Na délku ostrov měří zhruba 45 km a na šířku asi 10 km. Celková délka pobřeží činí 112 km. Spolu s ostrovem Nisyros a okolními menšími ostrovy tvoří regionální jednotku Kós v rámci kraje Jižní Egeis.
V červenci 2017 došlo několik kilometrů od východního cípu ostrova k zemětřesení o síle 6,6. Kvůli tomuto otřesu zde zemřeli 2 lidé.

## Historie
Ostrov Kós a sousední ostrovy jsou osídleny cca 3500 let př. n. l., cca od r. 1100 př. n. l. se datuje dórské osídlení. V řecko-perských válkách se Kós připojil k aténskému námořnímu spolku. V roce 460 př. n. l. se na Kóu narodil věhlasný lékař Hippokratés. O něco později byl postaven Asklépion, který se stal slavným léčebným, lázeňským i náboženským centrem. V roce 366 př. n. l. Bylo založeno hlavní město ostrova na místě dnešního města Kós.
V dalších stoletích byl Kós součástí makedonské říše Alexandra Velikého, egyptské říše a od r. 82 př. n. l. součástí římské říše. Po jejím rozdělení v r. 395 byl Kós součástí východořímské říše, později byzantské říše. od 13. století ostrov vlastnili Benátčané, Janované a od roku 1309 rytířský řád Johanitů. V roce 1523 Kós dobyli Turci, kteří byli vypuzeni italskými vojenskými jednotkami v roce 1912. Od r. 1923 byl Kós oficiálně součástí italského státu. V době italského státu byla v hlavním městě postavena řada nových správních a veřejných budov. Dne 23. dubna 1933 velkou část města Kós zpustošilo zemětřesení. To následně umožnilo rozsáhlý archeologický výzkum a dílčí rekonstrukci památek. Během 2. světové války ostrov obsadily německé jednotky, od r. 1945 byl pod britskou správou. Od 7. března 1948 jsou všechny ostrovy Dodekanésu včetně Kóu součástí Řecka.

## Obyvatelstvo
V roce 2011 žilo na ostrově 33 388 obyvatel. Hlavním a největším městem ostrova je stejnojmenné město Kós a tvoří také jednu ze tří obecních jednotek obce Kós. Obecní jednotky se dále skládají z komunit a ty z jednotlivých sídel, tj. měst a vesnic. V závorkách je uveden počet obyvatel obecních jednotek, komunit a sídel.
- Obecní jednotka a město Kós (19432) se na komunity a sídla nedělí a jeho částí je Lambi.
- Obecní jednotka Dikeios (7130)
  - Komunita Asfendio (4094) — Agios Dimitrios (8), Asfendio (87), Lagoudi-Zia (151), Linopotis (258), Tigaki (363), Zipari (3227).
  - Komunita Pyli (3036) — Marmari (567), Pyli (2469).
- Obecní jednotka Irakleides (6826)
  - Komunita Andimachia (2538) — Andimachia (2068), Mastichari (470).
  - Komunita Kardamena (1650) obsahuje jen jedno sídlo.
  - Komunita Kefalos (2638) — Kamarion (154), Kampos (228), Kéfalos (2156), Onia (100).

## Pamětihodnosti a zajímavosti
Ostrov je rodištěm slavného antického lékaře Hippokrata z Kóu. Většina památek se nachází v hlavním městě a okolí. Jsou to Archeologické muzeum, Asklépion (asi 4 km od města Kós), Antická agora , Západní archeologický areál, Ódeion, Casa Romana, Dionýsium, Defterdarova mešita, Hassanova mešita, Johanitská přístavní pevnost, Hippokratův platan.

## Zemědělství a průmysl
Na ostrově je jako hlavní průmysl cestovní ruch, a to díky dlouhým plážím. Většina lidí pracuje v zemědělství, kde se nejvíce pěstuje vinná réva, olivy, mandle, fíky a obiloviny jako je pšenice a kukuřice.

## Galerie

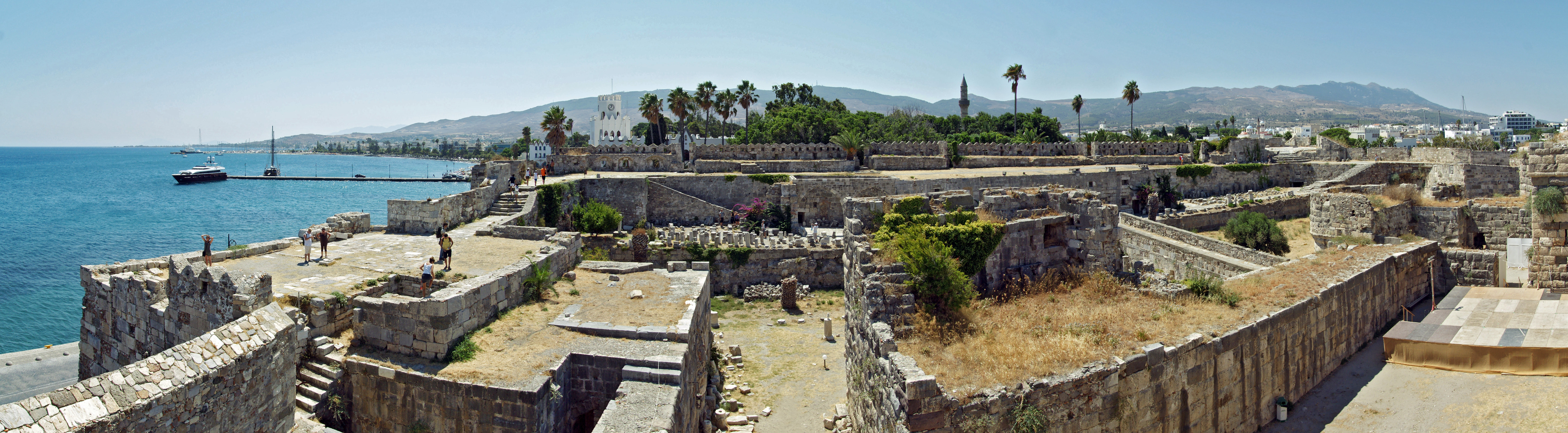
Město Kós, pevnost
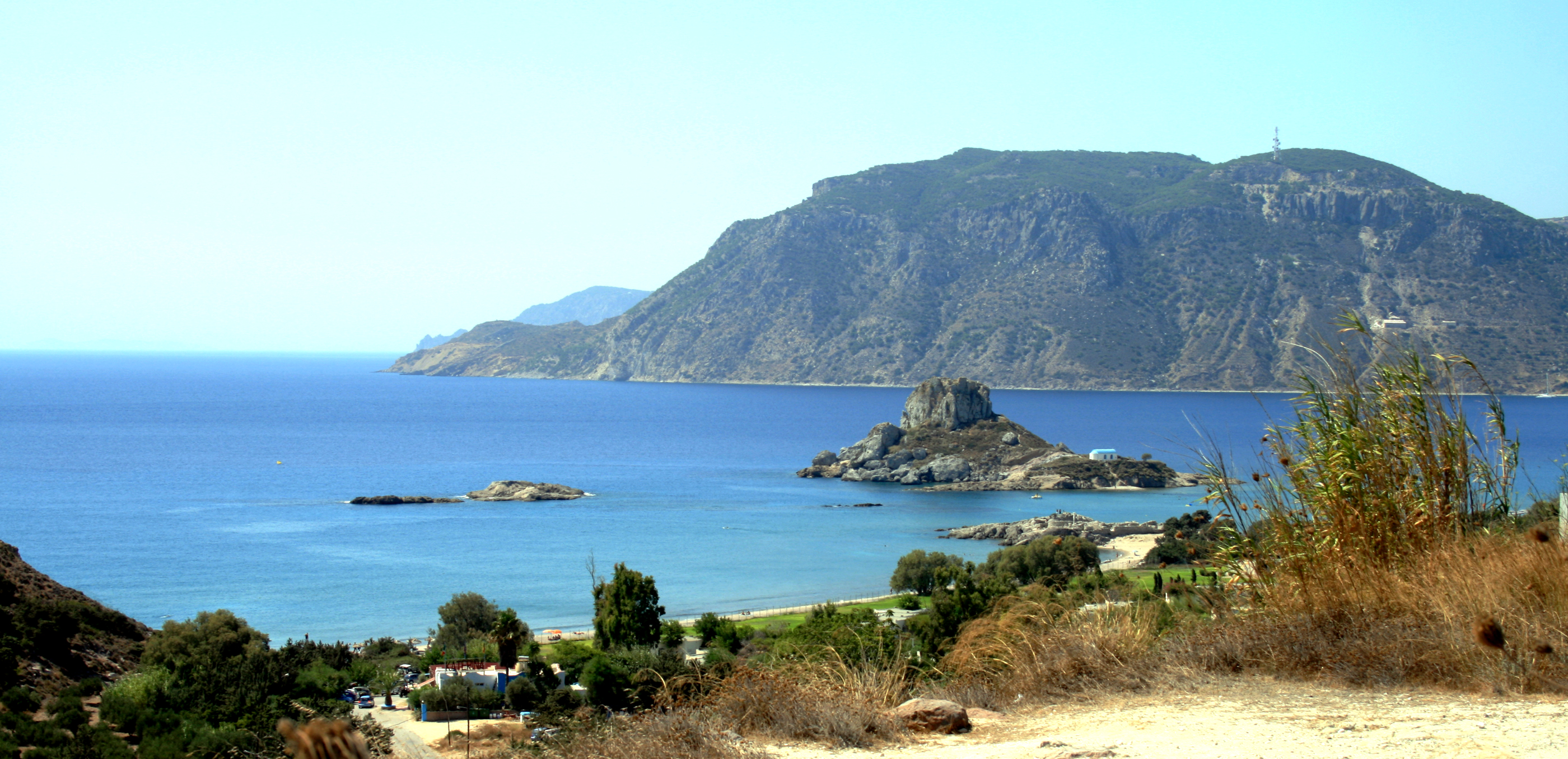
Kós, poloostrov Kéfalos

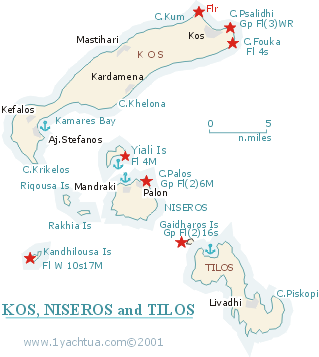
Kós a okolní jižní ostrovy

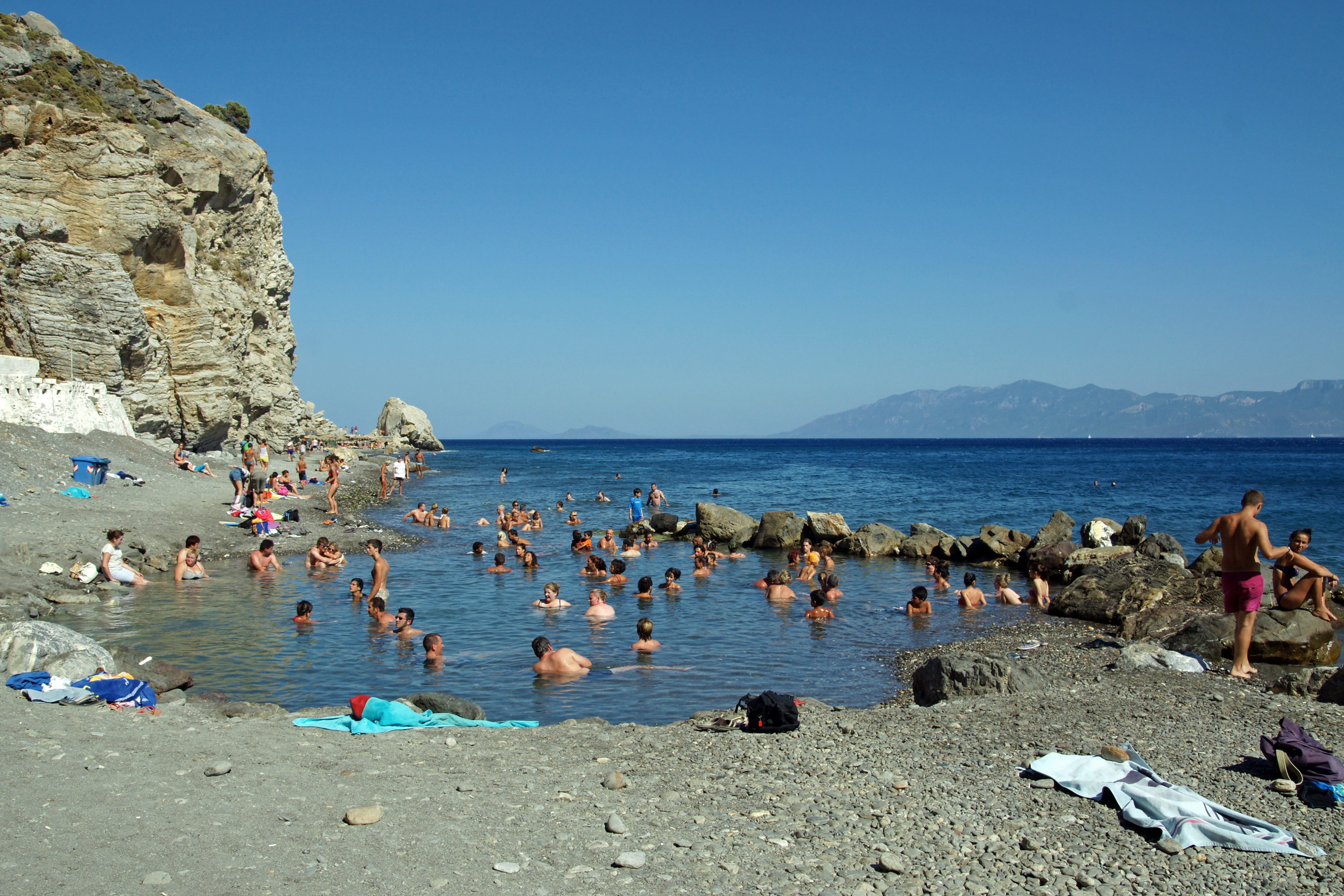
Kós, termální pramen Embrós